# 3796 Lene
3796 Lene este un asteroid din centura principală, descoperit pe 6 decembrie 1986 de Poul Jensen.